# Apodemus semotus
Apodemus semotus е вид бозайник от семейство Мишкови (Muridae). Видът е незастрашен от изчезване.

## Разпространение
Разпространен е в Провинции в КНР и Тайван.

## Описание
На дължина достигат до 9,1 cm, а теглото им е около 25,8 g.